# 韋克濟
韋克濟（？—？），字孝忍，號端崖，湖廣黄州府黃岡縣人，明朝政治人物。

## 生平
崇祯九年（1636年）丙子科湖廣鄉試第二十三名舉人，崇禎十年（1637年），登丁丑科會試第六十七名，廷試三甲第二百二十九名进士。吏部觀政，十二年四月授福建南安知县，十五年福建同考，十六年考察去職。遂隐居武昌贤庾乡，率诸子躬耕自给。

## 家族
曾祖韋采，庠生；祖父韋宗皋；父韋石忠。